# Шанель Іман
Шане́ль Іма́н Ро́бінсон (англ. Chanel Iman Robinson; нар. 1 грудня 1990 року, Атланта, Джорджія, США) — американська супермодель.

## Життєпис
Народилася в Атланті, штат Джорджія. Мати — наполовину афроамериканка, наполовину кореянка, а батько афроамериканець. Виросла у Південній Каліфорнії в містечку Калвер-Сіті і ходила в школу Fairfax High School в Лос-Анджелесі. З початком модельної кар'єри займалася вдома, щоб закінчити школу.
Зустрічалась з американським репером Asap Rocky. Попри ретельну конфіденційність, одна з газет офіційно заявляла про пропозицію шлюбу..
Товаришує з багатьма всесвітньо відомими моделями, як-от Алессандра Амбросіо, Адріана Ліма, Лілі Олдрідж, Дауцтен Крус, Карлі Клосс. Її найкращою подругою є бельгійська модель Роуз Бертрам.

## Кар'єра
2006 року взяла участь в конкурсі «Supermodel of the world», організованому модельним агентством «Ford Models». Посіла третє місце, підписала контракт з агентством і дебютувала на подіумі на показі колекцій таких брендів, як Custo Barcelona і DKNY.
Згодом працювала з багатьма дизайнерами, серед яких Dolce & Gabbana, Issey Miyake, Marc Jacobs, Valentino, DSquared2, Hermès, Michael Kors, Oscar de la Renta, Ralph Lauren, Shiatzy Chen, Anna Sui, Diane von Fürstenberg, Vera Wang, Жан-Поль Готьє і Stella McCartney, а крім того брала участь у рекламних кампаніях для Bottega Veneta, Gap, Victoria's Secret Pink, Ralph Lauren, Express, Lord Taylor, HM, DKNY і United Colors of Benetton. Знімалася для журналів Allure, Harper's Bazaar, V Magazine, ID Magazine, а також для іспанської, німецької, італійської та американської версій журналу Vogue.
Разом з моделями Ду Джуан і Коко Роша навесні 2007 року позувала для TIME Style & Design. У травневому номері американської версії журналу Vogue з'явилася на обкладинці разом з моделями Гіларі Рода, Каролін Трентіно, Ракель Циммерман, Олександрою Півоваровою, Агнесс Дейн, Коко Роша, Джесікою Стем, Даутцен Крус і Лілі Дональдсон, де вони були представлені як нове покоління супермоделей.
Іман також з'являлася на обкладинці Teen Vogue з моделями Алі Мітчелл і Керлі Клосс 2008 роцку. У січні 2009 року з'явилася на обкладинці New York Post. У тому ж році вона взяла участь у щорічному дефіле компанії Victoria's Secret.
У 2016 році Шанель Іман взяла участь у проєкті Бейонсе, спрямованому на рівноправність білих та чорних моделей.